# Овчинников, Николай Михайлович
Овчинников Николай Михайлович (род. 11 января 1978, Москва) — пианист, педагог, концертмейстер. Преподаватель и концертмейстер Академического музыкального колледжа при Московской государственной консерватории им. П. И. Чайковского.

## Биография
С 1984 по 1992 учился в общеобразовательной школе № 574 (класс «Б»).
Музыкой начал заниматься в музыкальной школе № 26 им. Юргенсона, в классе Инессы Вениаминовны Антыпко с 1984 по 1992.
В 1992 году поступил в Академический музыкальный колледж при Московской консерватории. Выпуск 1996 года.
В 1999 году учился в Gardner-Webb University на факультете Music & Fine Arts.
В 2001 году окончил МГК им. П. И. Чайковского (класс профессора Кастельского В. В.).

## Семья
Отец — Овчинников Михаил Алексеевич, — российский деятель культуры; мать — Ольга Николаевна Овчинникова; супруга — Елизавета Бородина (сопрано), лауреат международных конкурсов, оперная певица

## Творческая деятельность
- С 1998 по 2001 возглавлял Русское студенческое содружество музыки и искусств.
- С 2001 по 2003 артист Тверской академической филармонии.
- С 2003 года — концертмейстер в Академическом музыкальном колледже при Московской консерватории.
- С 2004 по настоящее время преподаватель и концертмейстер Академического музыкального колледжа при МГК.

С 2010 года работает приглашённым концертмейстером на мастер-классах Л. Ю. Казарновской.
Выступает с концертами в России и Европе.
Участник концертного турне «Опера под звездами».
Преподаватель Международной музыкальной академии «Voce e violino».
В качестве концертмейстера работал с режиссёром Б.А.Покровским, выдающимися педагогами В.И.Пьявко, К.Г.Кадинской, Г.И.Борисовой, Вито Мария Брунетти, дирижёрами Джорджио Кроче и Анатолием Левиным.
Среди профессиональных музыкантов, работающих с ним, есть такие, как: Елизавета Бородина (сопрано), Сергей Спиридонов (тенор), Пётр Кокорев (тенор), Юрий Исаев (баритон), Марина Агафонова (сопрано), Алексей Кудря (тенор), Тельман Гужевский (тенор), Мария Назарова (сопрано).
Автор оперы "Марфа-посадница" по одноименному роману Д.Балашова, ряда романсов и фортепианных пьес.

## Достижения
Лауреат международных конкурсов, в том числе:
- I премия на конкурсе «Arenzano 2000», Генуя, Италия
- IV премия на конкурсе «Современное искусство и образование XXI века», Киев-Ворзель, 2006 г.